# Almira Skripchenko

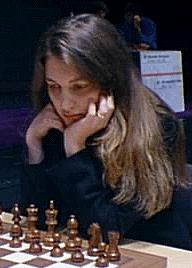
Skripchenko i Dortmund år 2001.

Almira Skripchenko, född 17 februari 1976 i Chișinău, Moldavien, är en fransk schackspelare. Hon innehar den kvinnliga stormästartiteln. Hon vann öppna europeiska mästerskapen för damer 2001. Hon var tidigare gift med schackspelaren Joël Lautier.